# Agents of S.H.I.E.L.D.
Marvel's Agents of S.H.I.E.L.D., eller bara Agents of S.H.I.E.L.D., är en amerikansk TV-serie skapad av Joss Whedon, i samarbete med Jed Whedon och Maurissa Tancharoen. 
Serien är baserad på Marvel Comics organisation S.H.I.E.L.D. och produceras av Marvel Television, samt utspelar sig i Marvel Cinematic Universe och delar därför kontinuitet med filmerna i denna franchise. Den fokuserar sig på rollfiguren Phil Coulson, där Clark Gregg återkommer till rollen och Skye, som Chloe Bennet spelar. En TV-pilot skriven av Joss Whedon, Jed Whedon och Maurissa Tancharoen, samt regisserad av Joss Whedon, fick grönt ljus i slutet av 2012 och filmades i början av år 2013. Piloten blev officiellt upptagen av kanalen den 10 maj 2013.

## Handling
Agent Phil Coulson sätter ihop en liten grupp med S.H.I.E.L.D.-agenter för att hantera konstiga nya fall.

## Rollista
- Clark Gregg som agent Phil Coulson: En S.H.I.E.L.D.-agent som övervakar många av divisionens fältverksamheter.[3] Han är den ledande karaktären i serien.[4] Vid 2013 års South by Southwest-festival, bekräftade Joss Whedon att Coulson är vid liv i serien, trots sin skenbara död i händerna på Loke i The Avengers.[5]

När man beskrev hans karaktärs återkomst från de döda, sade Gregg följande, "När Joss beskrev för mig mysteriet .. och den komplexitet och de obesvarade frågorna som Phil Coulson stod inför och försökte ta itu med, fann jag det så fascinerande och så sant gentemot världen av serier och mytologi i allmänhet, som jag ser den, att jag omedelbart ville vara med."
- Ming-Na Wen som agent Melinda May: En S.H.I.E.L.D.-agent som är en mycket skicklig pilot och vapenexpert.[7] Karaktären var ursprungligen annonserad som agent Althea Rice (alias The Cavalry) i castingdokumenten.[8]

- Brett Dalton som agent Grant Ward: En barsk, asocial man i tidiga 30-årsåldern som är bra på sitt jobb men inte så bra på att komma överens med sina medarbetare. Ward har en stark moralisk värdegrund och är inte utan charm.[8][9]

- Chloe Bennet som Skye: En civil nyanställd hacker, som beskrivs som "bubblig och knäpp" men också "varm, vass och kvick." Hon är i sena 20-årsåldern och kan ta vara på sig själv i alla situationer.[8][10]

- Iain De Caestecker som agent Leo Fitz: En S.H.I.E.L.D.-agent som specialiserat sig på vapenteknik.[8][11]

- Elizabeth Henstridge som agent Jemma Simmons: En S.H.I.E.L.D.-agent som specialiserat sig på biovetenskap (både mänsklig och utomjordisk) och är nära partner till agent Leo Fitz.[8][11]

## Produktion
Den 31 augusti 2009 tillkännagav Walt Disney Company att de skulle köpa Marvel Entertainment för cirka 4 miljarder dollar. Disneys VD Robert Iger sade vid en telefonkonferens att Disney avsåg att införliva Marvels alster genom alla sina medieplattformar, inklusive TV. I juni 2010 meddelade Marvel att man hade anställt Jeph Loeb som chef för Marvel Television, en nybildad division av Marvel Entertainment.
I en intervju dagen efter sin utnämning, sade Loeb att Marvel hade för avsikt att fortsätta producera animerade serier, och att "Det finns en helt ny division där vi ska arbeta med live action, där vi arbetar i partnerskap med ABC och ABC Family på att hitta rätt egenskaper, rätt rollfigurer och att utveckla dem. Till en början kommer vi att utforska området för timslånga dramor, liknande de serier jag nämnde att jag har jobbat på, som Smallville och Lost." Under de följande månaderna kom flera piloter baserade på serier från Marvel, däribland AKA Jessica Jones, baserad på serietidningen Alias, och en serie baserad kring Hulken, men ingen fick grönt ljus.
I juli 2012 började Marvel Television diskussioner med ABC för att göra en ny serie som utspelar sig i Marvel Cinematic Universe. Man var då ännu osäker på vad showen skulle vara, men beskrev det som att man hade "en kärna av en idé med ett antal scenarier som utforskas." I augusti 2012 meddelades det att The Avengers regissören Joss Whedon, skaparen av kultserier som till exempel Buffy och vampyrerna och Firefly, skulle delta i seriens utveckling.
Några veckor senare beställde ABC en pilot för en serie som kallades S.H.I.E.L.D.; piloten skulle skrivas av Joss Whedon, Jed Whedon och Maurissa Tancharoen, regisseras av Joss Whedon, och Joss Whedon, Jed Whedon, Tancharoen, Jeffrey Bell och Jeph Loeb skulle stå som exekutiva producenter. Joss Whedon uppgav att serien skulle vara fristående från The Avengers, och sade att "Det måste vara en serie som fungerar för människor som inte har sett Marvel-filmerna. Det kommer att glädja Marvelfans, tror jag."
I en intervju i september 2012 vid Toronto International Film Festival upprepade Joss Whedon denna åsikt och fortsatte med att säga "Det är nya karaktärer. Den måste få vara sin egen grej. Det måste ligga intill The Avengers .. Vad har S.H.I.E.L.D. som de andra superhjältarna inte har? Och det, för mig, är att de inte är superhjältar, men de lever i detta universum. Även om de är en stor organisation, gör bristen på superkrafter dem till underdogs, och det är intressant för mig." Whedon förklarade att även om serien kommer involvera superhjältar, så kommer den att fokusera på vanliga människor utan superkrafter, de som annars är "de perifera människorna ... folk på kanten av det stora äventyret."
I januari 2013 sade ABC:s Paul Lee att serien utspelar sig efter händelserna i The Avengers. Inspelningen av pilotavsnittet började den 22 januari 2013 och avslutades den 11 februari 2013. Den 6 april 2013 meddelade ABC att seriens titeln skulle vara Marvel's Agents of S.H.I.E.L.D. Den 10 maj 2013 meddelade ABC att de officiellt hade plockat upp serien.

### Rollbesättning

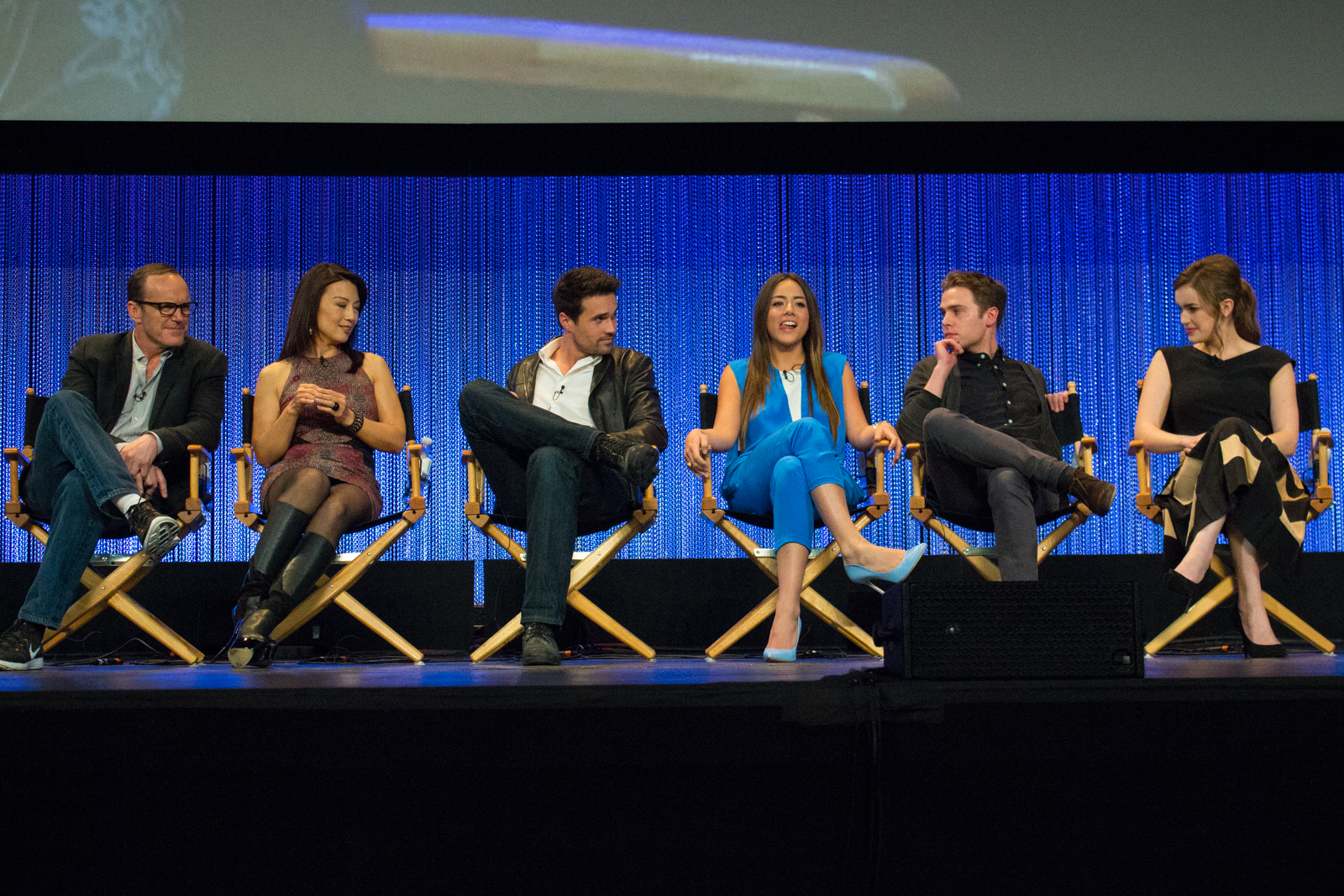
Skådespelarna i Agents of S.H.I.E.L.D. under PaleyFest 2014. Från vänster: Clark Gregg, Ming-Na Wen, Brett Dalton, Chloe Bennet, Iain De Caestecker och Elizabeth Henstridge.

I oktober 2012 började information om castingen för pilotens fem huvudroller att skickas ut. Senare samma månad, vid New York Comic Con, meddelade Joss Whedon, Kevin Feige och Clark Gregg att Gregg skulle återkomma i sin roll som agent Phil Coulson i seriens pilot.Mot slutet av månaden fick skådespelerskan Ming-Na Wen rollen som agent Melinda May. I november 2012 fick Elizabeth Henstridge och Iain De Caestecker rollerna som agenterna Jemma Simmons och Leo Fitz. Senare i november fick nykomlingen Brett Dalton rollen som agent Grant Ward. I december 2012 fick Chloe Bennet rollen som Skye, den sjätte och sista av seriens ordinarie roller.
I januari 2013 sade Cobie Smulders, som spelade agent Maria Hill i The Avengers, att hennes rollfigur kan göra ett framträdande i serien och att hennes engagemang för How I Met Your Mother inte skulle hindra henne från att delta. På Comic-Con 2013 bekräftades att Smulders kommer att vara med i tv-seriens pilotavsnitt som Maria Hill. J. August Richards, en av stjärnorna i Joss Whedons serie Angel från 1999, fick också en roll i piloten.